# Kanton Melun-Nord
Der Kanton Melun-Nord war bis 2015 ein französischer Wahlkreis im Arrondissement Melun im Département Seine-et-Marne und in der Region Île-de-France; sein Hauptort war Melun, Vertreter im Generalrat des Départements war zuletzt von 2001 bis 2015, wiedergewählt 2008, Jacky Laplace (PS).  

## Gemeinden
Der Kanton bestand aus sechs Gemeinden und einem Teil der Stadt Melun. Die nachfolgenden Einwohnerzahlen sind jeweils die Gesamtzahlen der Gemeinden (Von der Stadt Melun lebten etwa 22.000 Einwohner im Kanton): 
| Gemeinde              | Einwohner Jahr | Fläche km² | Bevölkerungsdichte | Postleitzahl | Code INSEE |
| --------------------- | -------------- | ---------- | ------------------ | ------------ | ---------- |
| Maincy                | 1715 (2013)    | –          | – Einw./km²        | 77950        | 77269      |
| Melun                 | 40066 (2013)   | –          | – Einw./km²        | 77000        | 77288      |
| Montereau-sur-le-Jard | 542 (2013)     | –          | – Einw./km²        | 77950        | 77306      |
| Rubelles              | 2012 (2013)    | –          | – Einw./km²        | 77950        | 77394      |
| Saint-Germain-Laxis   | 635 (2013)     | –          | – Einw./km²        | 77950        | 77410      |
| Vaux-le-Pénil         | 10764 (2013)   | –          | – Einw./km²        | 77000        | 77487      |
| Voisenon              | 1010 (2013)    | –          | – Einw./km²        | 77950        | 77528      |